# Zoulou (film)
Pour les articles homonymes, voir Zoulou et Zulu.
Pour plus de détails, voir Fiche technique et Distribution.
Zoulou (Zulu) est un film de guerre britannique réalisé par Cyril R. Endfield et sorti en 1964. Il retrace un épisode de la guerre anglo-zouloue (1879). 
Le film ne fut pas tourné sur les lieux même de la bataille, mais plus à l'ouest, dans le site plus spectaculaire de l'amphithéâtre du Drakensberg, aux sources de la Tugela.
En 1979, Cyril R. Endfield a scénarisé un autre film consacré aux événements qui se sont déroulés lors de la bataille d'Isandhlwana (la veille des événements de Rorke's Drift) : L'Ultime Attaque (Zulu Dawn) avec Burt Lancaster et Peter O'Toole.

## Synopsis
Au lendemain de la défaite d'Isandhlwana (Natal), c'est la Bataille de Rorke's Drift où une centaine de Tuniques rouges défendent  une ferme faisant office de mission et d'hôpital au révérend Jack Witt, contre 4 000 guerriers zoulous. Le commandant qui va organiser la défense est un officier du Génie chargé de construire un pont secondé par un jeune officier sans expérience. Malgré de nombreuses attaques coordonnées des indigènes, les soldats britanniques repoussent les assauts. Alors qu'ils croient la bataille perdue, ils reçoivent un hommage de leurs ennemis saluant leur courage et leur ténacité. En fait les secours arrivaient.

## Fiche technique
- Titre original : Zulu
- Titre français : Zoulou
- Réalisation : Cyril R. Endfield
- Scénario : Cyril R. Endfield et John Prebble d'après sa série d'articles
- Photographie : Stephen Dade
- Montage : John Jympson
- Musique : John Barry
- Production : Stanley Baker-Diamond et Cyril R. Endfield
- Société de production : Diamond Films
- Société de distribution : Paramount Pictures
- Pays :  Royaume-Uni
- Langue : anglais, zoulou
- Budget : 3 500 000 US$ [1]
- Format : Couleur (Technicolor) - 35 mm - 2,35:1 - son stéréo 4 pistes
  - Copies 70 mm - 2,20:1 (Super Technirama 70) - son stéréo 6 pistes
- Genre : film de guerre
- Durée : 138 min.
- Dates de sortie :
  - Royaume-Uni : 22 janvier 1964
  - France :  7 octobre 1964
- Affiches : Roger Soubie (France), Enzo Nistri (Italie)

## Distribution

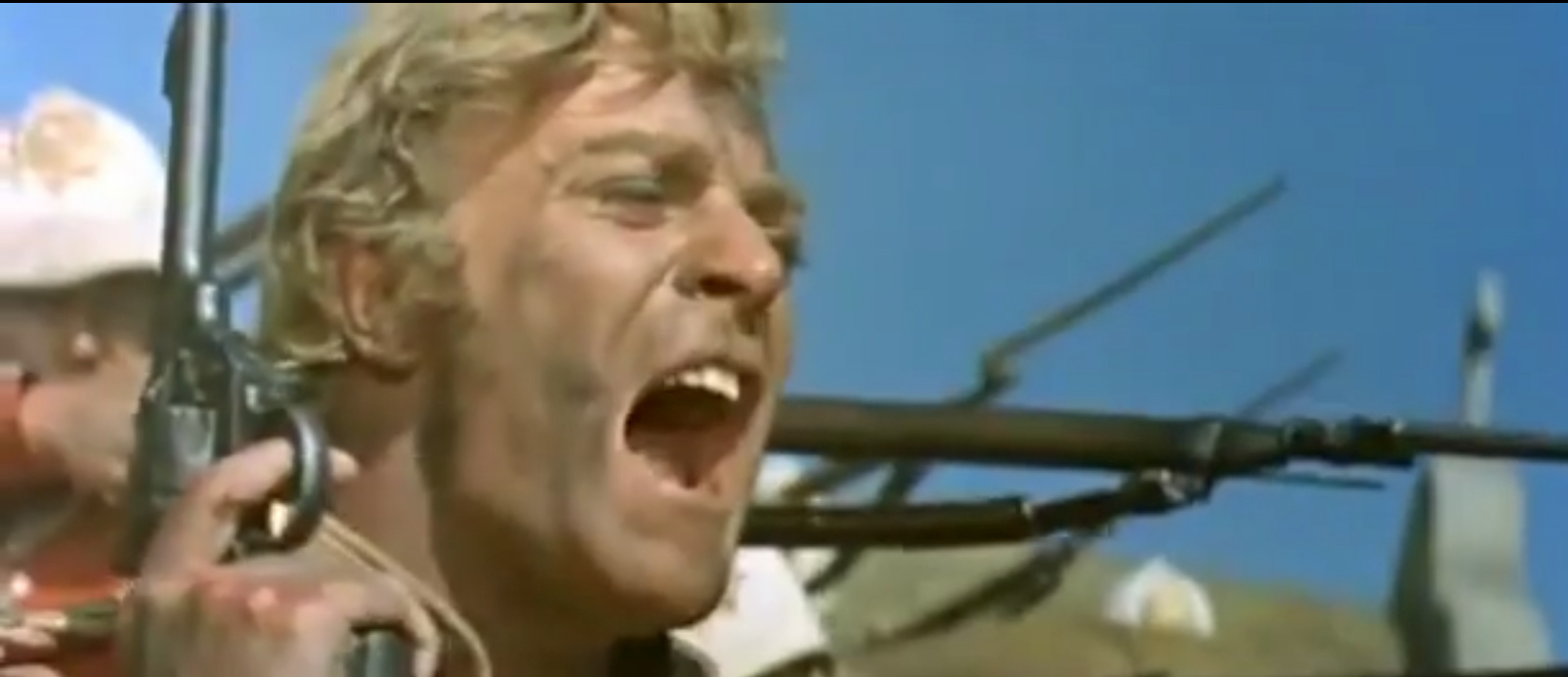
Michael Caine.

- Stanley Baker (VF : André Valmy) : le lieutenant John Chard
- Michael Caine (VF : Philippe Mareuil) : le lieutenant Gonville Broomhead
- Jack Hawkins (VF : Jean-Henri Chambois) : le révérend Otto Witt
- Ulla Jacobsson (VF : Raymonde Reynard) : Margaretta Witt
- James Booth (VF : Jacques Dynam) : le sergent Henry « Hookie » Hook
- Nigel Green (VF : Claude Bertrand) : le sergent Bourne
- Gert van den Bergh (VF : Louis Arbessier) : Adendorff
- Dennis Folbigge (VF : René Bériard) : le capitaine d'intendance James Langley Dalton
- Paul Daneman (VF : Henry Djanik) : le sergent Maxfield
- Patrick Magee (VF : Maurice Dorléac) : le chirurgien-major James Henry Reynolds
- Joe Powell (VF : Michel Gatineau) : le sergent Windridge
- Dickie Owen (VF : Georges Hubert) : le caporal Frederick « Dutchy » Schiess
- Ivor Emmanuel (VF : Raymond Loyer) : le soldat de 2e classe Owen
- Neil McCarthy (VF : Jean Clarieux) : le soldat de 2e classe John Thomas
- Larry Taylor (VF : Fernand Rauzena) : Hughes
- Chef Buthelezi : Catewayo
- Richard Burton (VF : André Falcon) : narrateur

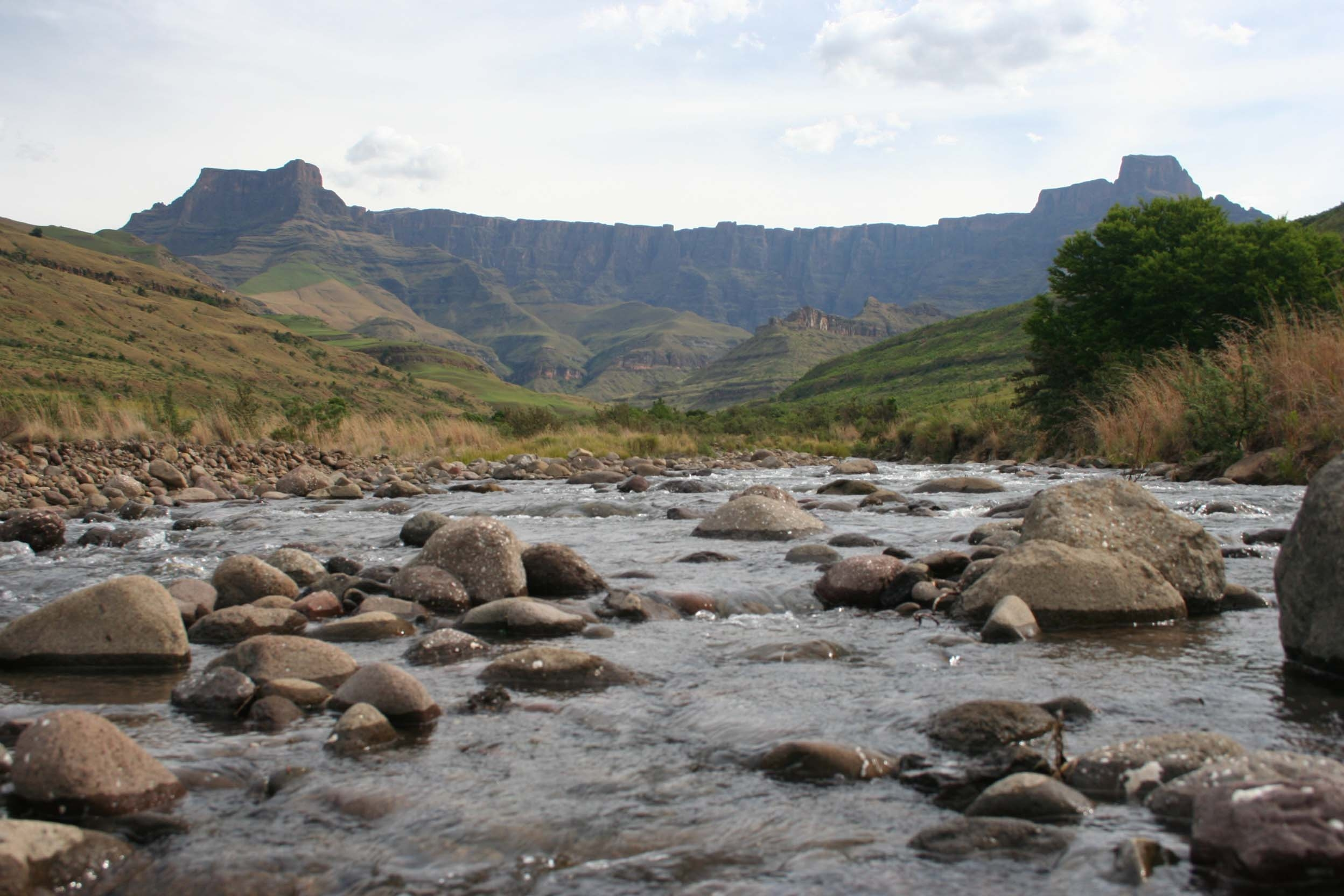
Le site de l'amphithéâtre du Drakensberg, au pied duquel furent tournées les scènes extérieures du film.